# Stenelytrana emarginata
Stenelytrana emarginata är en skalbaggsart som först beskrevs av Fabricius 1787.  Stenelytrana emarginata ingår i släktet Stenelytrana och familjen långhorningar. Inga underarter finns listade i Catalogue of Life.

## Bildgalleri

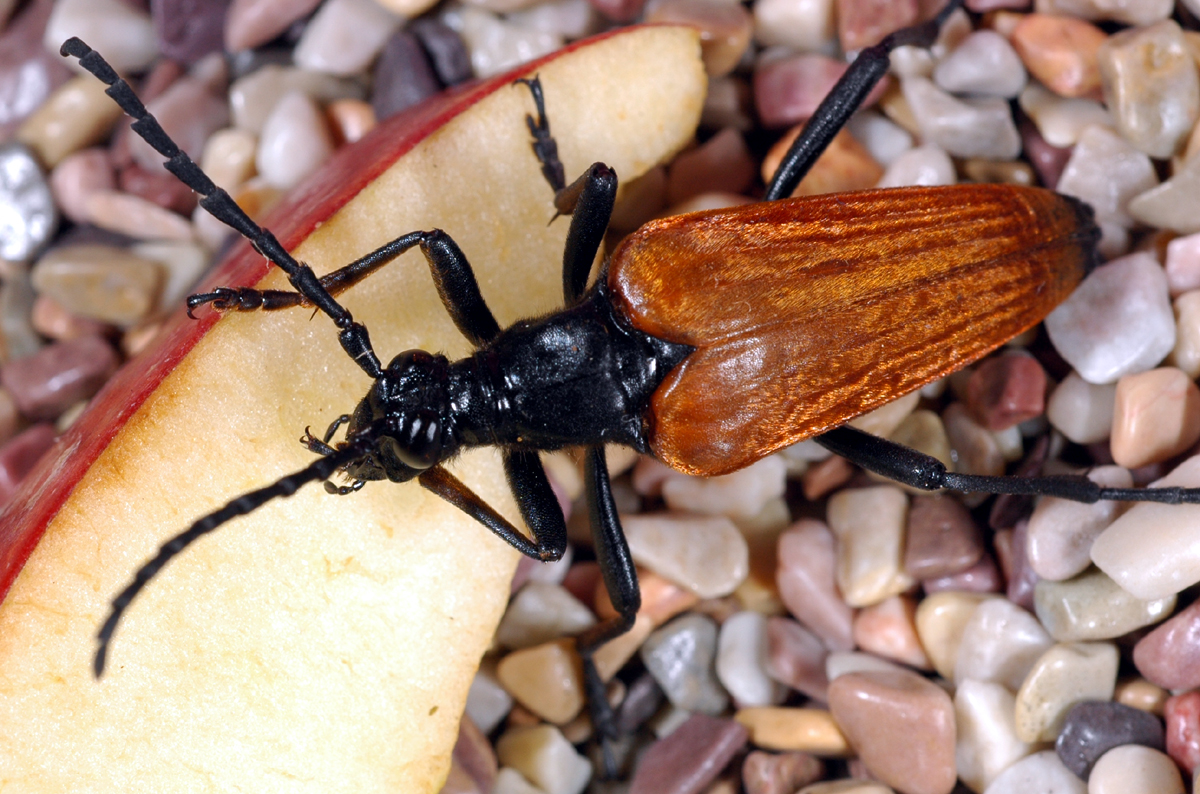